# Capraia
Capraia, thời cổ gọi là Capraria, là một đô thị và đảo của Ý, thuộc quần đảo Tuscan ngoài khơi tây bắc thuộc tỉnh Livorno. Capraia có cự ly cách thành phố Livorno 62 km theo đường biển, và 32 km về phía tây bắc của đảo Elba, cách đảo Corse của Pháp 30 km. Đô thị này có diện tích 19 km². Tại thời điểm ngày 31 tháng 12 năm 2004, đô thị Capraia Isola có dân số 366 người.
Cư dân đảo này sản xuất rượu vang và làm nghề ngư nghiệp.